# كونياك
الكُنْيَاك أو (نقحرة: كونياك) هو مشروب كحولي مقطر من العنب، سمي على اسم كُنياك وهي مدينة تقع في إقليم شارنت في جنوب غرب فرنسا واشتهرت بإنتاجه تحمل نفس الاسم، وهي واحدة من ثلاث مدن يُنتج الكُنياك فيها رسميًا في أوروبا، والمدينتان الأخرتان هما مدينة أرجمانك الفرنسية ومدينة خيريز الأسبانية.
حسب القانون الفرنسي حتى يتم إعطاء المشروب اسم الكُنياك يجب أن يخضع لاشتراطات قاسية تضمن أنه يصنع بنفس الطريقة التي كان يصنع بها منذ 300 سنة، من ضمنها مثلاً أن يؤخذ عنبه من كرمات من أنواع معينة وأن يعتق على الأقل لمدة سنتين في براميل خشبية فرنسية.

## نسبة الكحول
نسبة الكحول في الكُنياك تقريبًا 70%، لذلك يعتبر من المشروبات القوية.

## الإنتاج

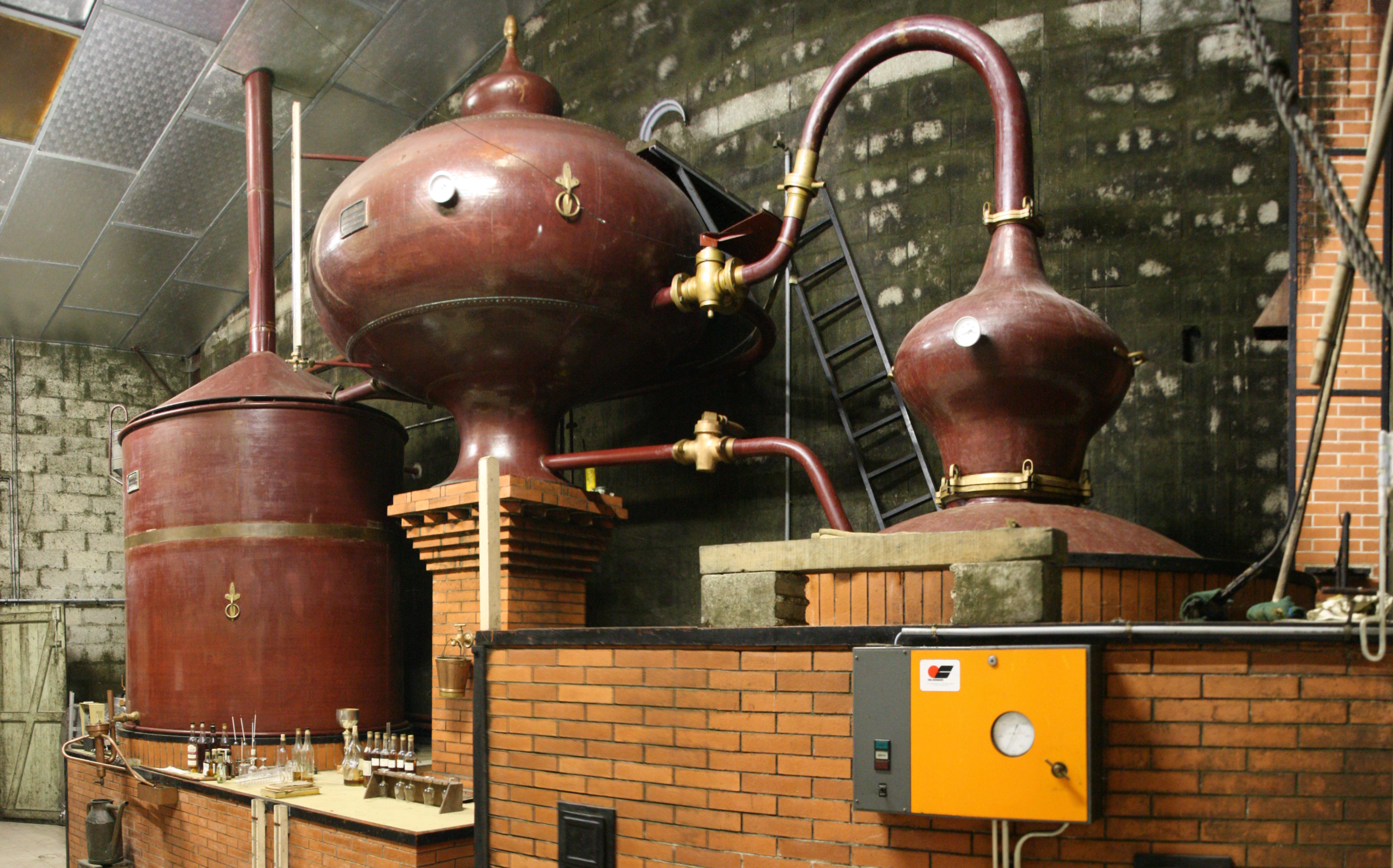
أنابيق تقطير الكُنياك النحاسية

ينتج مشروب الكُنياك عن تقطير أنواع معينة من العنب لمرتين متتاليتين، حيث تعصر ثمار العنب ويترك العصير لمدة تتراوح بين أسبوعين وثلاثة أسابيع حتى يختمر وتقوم الخمائر البرية المحلية في المنطقة بتحويل السكر إلى كحول. ينتج عن هذه العملية نبيذ أبيض جاف جدًا وحمضي وغير صالح للشرب يحتوي على نسبة من الكحول تتراوح بين حوالي 7 - 8٪، يقطر النبيذ الناتج في أنابيق نحاسية لمرتين متتاليتين، فينتج عن عمليتي التقطير سائل عديم اللون يحتوي الكحول بنسبة 70٪. يعتق الكُنياك لمدة عامين على الأقل في براميل من خشب البلوط. يفقد الكُنياك 3٪ من محتوى الكحول والماء في كل عام أثناء التعتيق بسبب التفاعل مع الهواء، ومع أخشاب البرميل، ويطلق هذه كمية الكحول والماء المفقودة هذه نصيب الملائكة، فحين يعتق الكُنياك لمدة لمدة عشر سنوات يكون الناتج هو مشروب يحتوي على الكحول بنسبة 40٪ فقط.
يعبأ الكُنياك بعد عملية التعتيق في قناني زجاجية تمهيدًا لعمل مزيج البراندي المكون من منتجات الكُنياك المختلفة في درجات التعتيق.
يوجد ما يقرب من 200 شركة لإنتاج الكُنياك حول العالم.

## الجودة

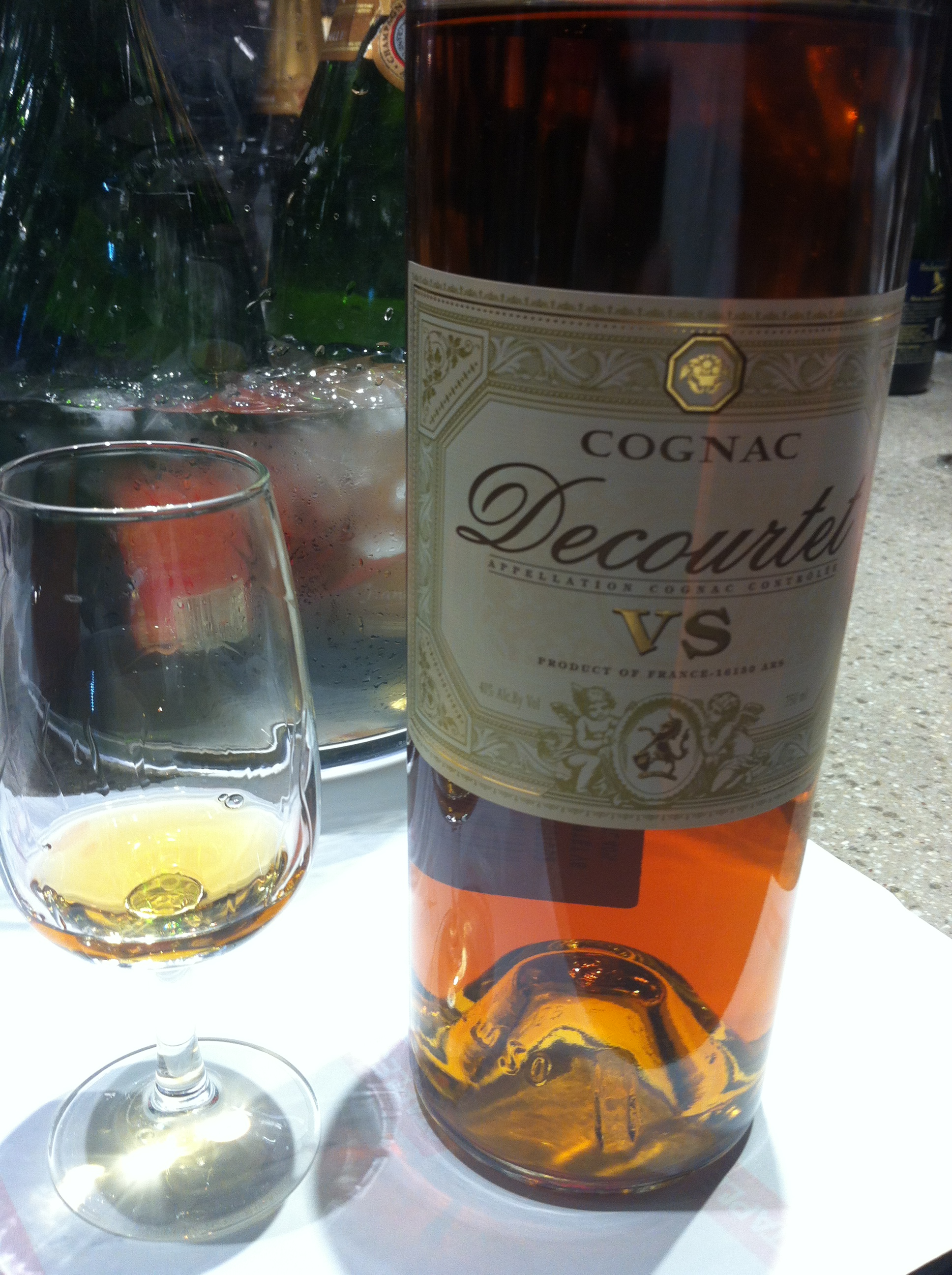
زجاجة كُنياك في إس المعتق لمدة عامين

تختلف جودة مشروب الكُنياك باختلاف درجة التعتيق، ويلزم القانون شركات التعبئة بتوضيح جودة المنتج على الملصق الخارجي لزجاجة المشروب بعدد من الرموز الرسمية التي تصف درجة تعتيق الكُنياك الأقل عمرًا المستخدم في مزيج البراندي على النحو التالي:
كُنياك خاص جدا (في إس): ويرمز له أحيانًا برمز الثلاث نجوم، وهو الكُنياك المعتق في برميل من خشب البلوط لمدة عامين على الأقل.
كُنياك قديم جدًا وجيد جدًا (في إس أو بي): ويطلق عليه أيضًا ريزيرف، وهو الكُنياك الذي يكون أصغر مكوناته عمرًا معتق لمدة أربعة أعوام على الأقل.
كُنياك نابليون: وهو الذي يكون أقل مكوناته من الكُنياك معتقًا لمدة ستة أعوام كحد أدنى.
كُنياك قديم جدا (إكس أو): وهو مزيج البراندي الذي يكون أق مكوناته المستخدمة من الكُنياك عمرًا معتقًا لمدة عشر سنوات على الأقل.
كُنياك قديم جدًا جدًا (إكس إكس أو): وهو مزيج البراندي الذي يكون أقل مكوناته من الكُنياك عمرًا معتقًا لمدة لا تقل عن 14 عامًا.